# Заратустра (кот)
Зарату́стра (2005—2021, Санкт-Петербург) — российский рыжий кот, получивший известность в интернете в 2010-е годы как участник художественного проекта Fat Cat Art, в рамках которого хозяйка кота Светлана Петрова добавляла его изображения на репродукции известных живописных полотен. Участие кота в проекте неоднократно освещалось средствами массовой информации — как российскими, так и зарубежными.

## Биография
Вместе с хозяйкой, художницей Светланой Петровой, кот жил в Санкт-Петербурге. Мама Светланы подобрала его котёнком на улице в 2005 году. После смерти мамы в 2008 году о коте стала заботиться Светлана. Она же изначально придумала ему имя: будучи выпускницей философского факультета, она решила назвать его в честь героя книги Фридриха Ницше «Так говорил Заратустра», «потому что прообразом Заратустры был пророк Зараастр, а это пророк иранской религии Солнца, а Заратустра тогда был ещё маленьким котёнком, был рыжим, как солнце». Домашним именем кота было «Туся». Его вес был избыточным (двенадцать килограммов) из-за усиленного кормления; через несколько лет удалось сбросить его вес до восьми килограмм трёхсот грамм.
Светлана признавалась, что после смерти мамы долгое время находилась в депрессии, и именно Заратустра помог ей выбраться из тяжёлого состояния. Однажды знакомая посоветовала Светлане сделать художественный проект с котом. Петрова поместила изображение кота на картину Рембрандта «Даная», что очень понравилось её знакомым галеристкам и художницам. После того она решила основать сайт «Fat Cat Art» (буквально «Искусство Толстого Кота»). У неё было несколько тысяч фотографий с котом. Кроме того, Заратустра оказался «прирождённым артистом», который очень любил позировать. Для выставок Светлана дорабатывала принты текстурными гелями и красками, в том числе историческими пигментами, такими как лазурит и сусальное золото: таким образом достигалась максимальная схожесть со стилем мастера и современный интернет-герой оказывался в сюжете старинной живописи.
В результате с 2011 года кот Заратустра с помощью фотошопа появился на сотнях известных шедеврах мировой живописи, включая работы как классического («Мона Лиза», «Дама с горностаем», «Паллада и Кентавр», «Рождение Венеры», «Вакх», «Венера с зеркалом», «Менины», «Молочница», «Сад земных наслаждений», «Свобода, ведущая народ»), так и современного искусства («Полуночники», «Американская готика», «Сон, вызванный полётом пчелы вокруг граната за секунду до пробуждения»), в том числе русскую живопись («Богатыри», «Утро в сосновом лесу», «Неравный брак», «Портрет неизвестной крестьянки в русском костюме», «Купчиха за чаем»). По словам Светланы Петровой, «подобное забавное преображение великих картин не только знакомит большее количество людей с миром искусства, но и меняет его восприятие, доказывая, что каждый может открыть в себе творческий талант».
Заратустра превратился в интернет-мем, а Светлана получила предложение от известного издательства «Penguin Books» на публикацию книги. В 2015 год Светлана Петрова и кот Заратустра с выставкой «Котэ в садэ» вошли в номинацию «Искусство в общественном пространстве» премии Сергея Курёхина. Во время выставки две работы с котом были украдены. В том же году вышла англоязычная книга Петровой «Fat Cat Art: Famous Masterpieces Improved by a Ginger Cat with Attitude». По её словам, для книги ей нужно было подготовить сто пятьдесят работ, однако на тот момент их было только сто, поэтому за два месяца пришлось срочно сделать ещё пятьдесят работ с Заратустрой.
В 2014 году работы с участием Заратустры были представлены на выставке «Russian Extremes — From Icons To I-Cats» в Абингдоне. В 2016 году в Сингапуре состоялась персональная выставка Петровой «Meows in Museums».
В 2021 году кота Заратустру называли уже «звездой мировых арт-медиа». У себя в квартире, в доме дореволюционной постройки на улице Рубинштейна Светлана сделала ремонт, кардинально преобразив пространство, исходя из принципа «тотальной котификации» — всё было приспособлено для максимального комфорта двух живших у неё котов.
Заратустра умер 16 декабря 2021 года в возрасте 16 лет.